# Bactrocera parvifoliacea
Bactrocera parvifoliacea är en tvåvingeart som beskrevs av Tseng, Chen och Chu 1992. Bactrocera parvifoliacea ingår i släktet Bactrocera och familjen borrflugor.
Artens utbredningsområde är Taiwan. Inga underarter finns listade.